# Indigo (attrice)
Indigo, pseudonimo di Alyssa Ashley Nichols (Los Angeles, 25 giugno 1984), è un'attrice statunitense.

## Biografia
Alyssa Nichols ha frequentato la California State Summer School for the Arts e la Los Angeles County High School of the Arts. Ha iniziato a recitare all'età di 10 anni nel film televisivo Zooman (1995). Ha fatto pubblicità radiofoniche per la "McDonald's".
Il ruolo di Vaneeta in Weeds le è valso nel 2007 una nomination agli Screen Actors Guild Awards.

## Filmografia

### Cinema
- Killer per caso, regia di Ezio Greggio (1997)
- Weather Wars (Storm War), regia di Todor Chapkanov (2011)
- Black or White, regia di Mike Binder (2014)
- Mississippi Grind, regia di Ryan Fleck & Anna Boden (2015)

### Televisione
- Zooman (Zooman), regia di Leon Ichaso, Film TV, (1995)
- Sister, Sister (Sister, Sister) – serie TV, episodio 3x19 (1996)
- Minor Adjustments (Minor Adjustments) – serie TV, 5 episodi (1995-1996)
- Chicago Hope (Chicago Hope) – serie TV, episodio 5x11 (1998)
- Da un giorno all'altro (Any Day Now) – serie TV, 6 episodi (2000) - April Gregory
- NYPD - New York Police Department (NYPD Blue) – serie TV, episodio 8x16 (2001)
- Giudice Amy (Judging Amy) – serie TV, episodio 3x4 (2001)
- Crossing Jordan (Crossing Jordan) – serie TV, episodio 1x21 (2002)
- Girlfriends (Girlfriends) – serie TV, episodio 3x12 (2003)
- Boston Public (Boston Public) – serie TV, 6 episodi (2002-2003) - Cheyenne Webb
- Buffy l'ammazzavampiri (Buffy the Vampire Slayer) – serie TV, 8 episodi (2003) - Rona
- 10-8: Officers on Duty (10-8: Officers on Duty) – serie TV, episodio 1x01 (2003)
- Squadra Med - Il coraggio delle donne (Strong Medicine) – serie TV, episodio 5x8(2004)
- Cold case - Delitti irrisolti (Cold Case) – serie TV, episodio 2x01(2004)
- I Griffin (Family Guy) – serie TV, episodi 4x04; 4x06; 5x03 (2005-2006)
- CSI: Scena del crimine (CSI: Crime Scene Investigation) – serie TV, episodio 7x04 (2006)
- State of Mind (State of Mind) – serie TV, episodio 1x08 (2007)
- Journeyman (Journeyman) – serie TV, episodio 1x09 (2007)
- Weeds (Weeds) – serie TV, 24 episodi, (2005-2007) - Vaneeta
- Ricochet - La maschera della vendetta (Ricochet), regia di Nick Gomez – film TV (2011)

## Doppiatrici italiane
Nelle versioni in italiano delle opere in cui ha recitato, Indigo è stata doppiata da: 
- Domitilla D'Amico in Buffy l'ammazzavampiri
- Monica Bertolotti in CSI - Scena del crimine
- Daniela Abbruzzese in Weather Wars - La terra sotto assedio